# Sergentomyia curtata
Sergentomyia curtata är en tvåvingeart som först beskrevs av Quate Quate 1967.  Sergentomyia curtata ingår i släktet Sergentomyia och familjen fjärilsmyggor. Inga underarter finns listade i Catalogue of Life.